# Échillais
Échillais is een gemeente in het Franse departement Charente-Maritime (regio Nouvelle-Aquitaine). De plaats maakt deel uit van het arrondissement Rochefort. Échillais telde op 1 januari 2022 3.701 inwoners.

## Geografie
De oppervlakte van Échillais bedroeg op 1 januari 2022 14,72 vierkante kilometer; de bevolkingsdichtheid was toen 251,4 inwoners per km². De gemeente ligt op de linkeroever van de Charente. Ten oosten van de Échillais loopt het kanaal tussen de Charente en de Seudre.
De onderstaande kaart toont de ligging van Échillais met de belangrijkste infrastructuur en aangrenzende gemeenten.

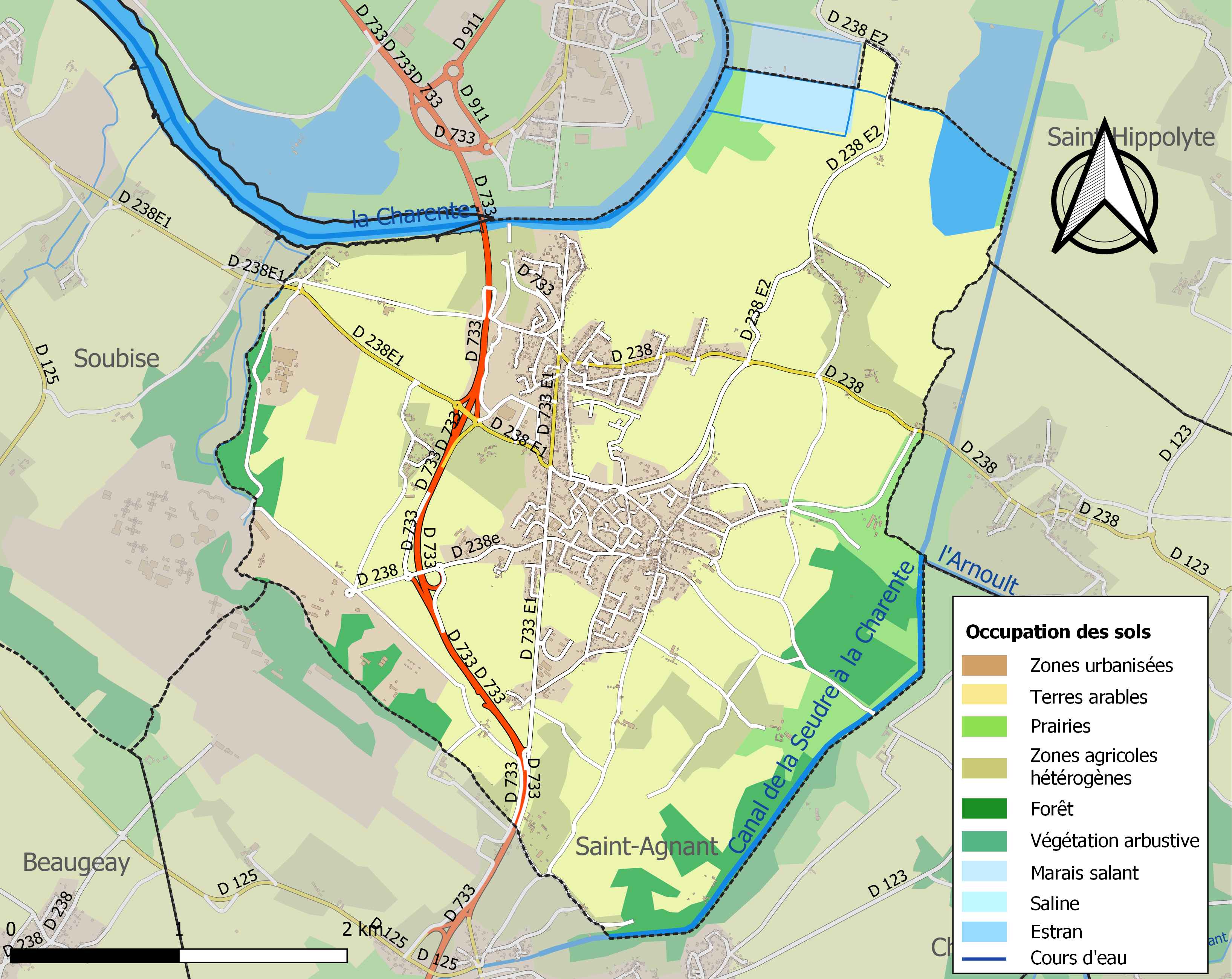

## Demografie
Onderstaande figuur toont het verloop van het inwonertal (bron: INSEE-tellingen).

## Bezienswaardigheden
De transportbrug van Rochefort-Martrou verbindt de gemeente met Rochefort aan de overkant van de Charente.
De Notre-Damekerk uit de twaalfde eeuw is een voorbeeld van romaanse bouwkunst van Saintonge. Opmerkelijk zijn de façade met een gebeeldhouwd portaal en de abside.